# Sedusă și abandonată

Aldo Puglisi, Saro Urzì, Stefania Sandrelli și Lando Buzzanca (scenă din film)

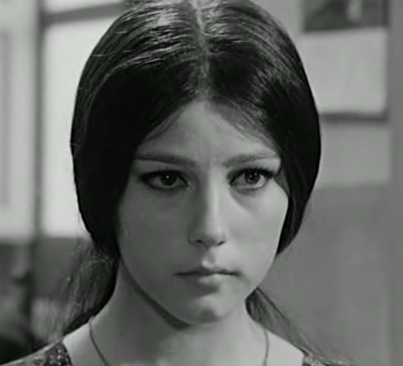
Stefania Sandrelli în rolul lui Agnese

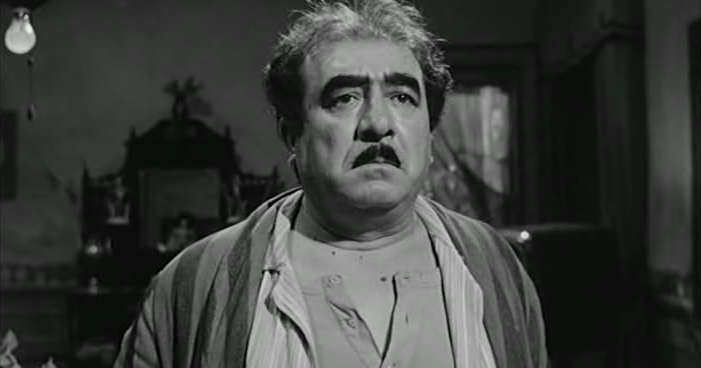
Saro Urzì în rolul tatălui

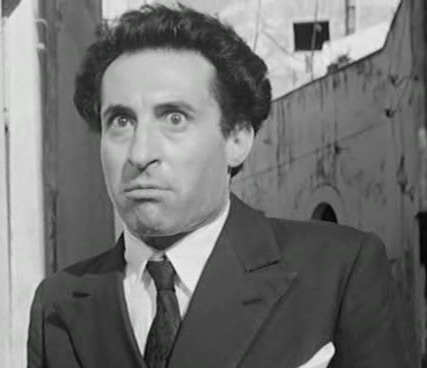
Leopoldo Trieste

Sedusă și abandonată (titlul original: în italiană Sedotta e abbandonata) este un film de comedie italo-francez făcând parte din genul Commedia all'italiana, realizat în 1964 de regizorul Pietro Germi, protagoniști fiind actorii Stefania Sandrelli, Aldo Puglisi, Saro Urzì și Lando Buzzanca.
Filmul face parte dintr-o trilogie care a început cu Divorț italian (1961), Sedusă și abandonată și s-a încheiat cu Doamnelor și domnilor (1966).

## Rezumat
Într-un sat din Sicilia Sciacca, Peppino profită de siesta Matildei, logodnica sa, pentru a abuza de Agnese, sora lui Matilde. Agnese rămâne însărcinată. Aflând acest lucru, Vincenzo, tatăl fetelor, gardian dur și fără compromisuri când e vorba de onoarea familiei, devine furios, rupe logodna lui Matilde și Peppino, o sechestrează pe Agnese în camera ei și îi cere lui Peppino să-și repare vina. Peppino refuză să se căsătorească cu Agnese, care conform codului de onoare sicilian, prin „cedarea” ei a devenit lipsită de demnitate pentru a se căsători cu ea.
Vincenzo organizează o crimă de onoare, care în conformitate cu legea italiană de atunci, făptașul ar fi primit o pedeapsă foarte ușoară. Așadar, Antonio, singurul fiu al lui Vincenzo, ar trebui să îl caute pe Peppino și să-l omoare.
Agnese, încă îndrăgostită de Peppino, încearcă să-i salveze viața, denunțându-l pe fratele ei carabinierilor; în plus, Antonio nu are curajul să-l omoare pe Peppino.
În urma denunțului lui Agnese, toată lumea merge la tribunal, iar judecătorul își dă seama cu ușurință de vina lui Peppino, care drept urmare este condamnat pentru seducerea unei minore. Don Vincenzo se teme cel mai mult tocmai de această hotărâre judecătorească, pentru că așa, pierderea virginității fiicei sale, va deveni publică. Mai mult chiar, părinții lui Peppino sunt cei care îl imploră pe Vincenzo să-i acorde mâna lui Agnese fiului lor, legea prevăzând că mariajul șterge orice infracțiune de corupere și l-ar salva pe Peppino de la închisoare. Vincenzo profită de ocazie pentru a-i „da” mâna fetei, pentru a demonstra opiniei publice că Agnese nu are nicio vină și este liberă să accepte cererea sau nu.
Agnese, care acum îl urăște pe Peppino, ar dori să-l refuze, dar familia ei și toți cei din sat exercită atât de multă presiune asupra ei încât ajunge să cedeze și să se resemneze la o căsătorie pe viață (divorțul în Italia în acel timp, nu era permis) cu bărbatul pe care îl urăște și care o urăște și el.
Vincenzo, victima unui accident vascular cerebral, în pragul morții, continuă să se gândească doar la căsătoria care ar salva onoarea familiei sale și este în final îngropat, pe piatra funereră având inscripția „onoare și familie”.
Naiva Matilde, care nu înțelesese nimic din toate acestea, ajunge să se facă călugăriță.

## Distribuție
- Stefania Sandrelli – Agnese Ascalone
- Aldo Puglisi – Peppino Califano
- Saro Urzì – Don Vincenzo Ascalone
- Lando Buzzanca – Antonio Ascalone
- Lola Braccini – Amalia Califano
- Leopoldo Trieste – baronul Rizieri
- Umberto Spadaro – vărul lui Ascalone
- Paola Biggio – Matilde Ascalone
- Rocco D'Assunta – Orlando Califano
- Salvatore Fazio – don Mariano
- Oreste Palella – șeful poliției Polenza
- Lina Lagalla – Francesca Ascalone
- Gustavo D'Arpe – avocatul Ciarpetta
- Rosetta Urzì – Consolata, menajera lui Ascalone
- Roberta Narbonne – Rosaura Ascalone
- Vincenzo Licata – Pasquale Profumo
- Attilio Martella – pretorul

## Premii și nominalizări
- 1964 - Festivalul de la Cannes
  - Cel mai bun actor lui Saro Urzì
  - Nominalizare la Palme d'Or lui Pietro Germi
- 1964 - David di Donatello
  - Cel mai bun regizor lui Pietro Germi
  - Cel mai bun producător lui Franco Cristaldi
- 1964 - New York Film Critics Circle Awards
  - Locul al doilea Cel mai bun film într-o limbă străină (Italia)
- 1965 - Nastro d'argento
  - Cel mai bun actor lui Saro Urzì
  - Cel mai bun actor în rol secundar lui Leopoldo Trieste
  - Cel mai bun producător lui Franco Cristaldi
  - Cel mai bun scenariu lui Pietro Germi, Luciano Vincenzoni, Age & Scarpelli
  - Nominalizare la Cel mai bun regizor lui Pietro Germi
  - Nominalizare la Cel mai bun subiect lui Pietro Germi și Luciano Vincenzoni
  - Nominalizare la Cea mai bună imagine alb-negru lui Aiace Parolin
  - Nominalizare la Cele mai bune costume lui Carlo Egidi